# Élections constituantes de 1945 en Seine-et-Oise
Les élections législatives françaises de 1945 se déroulent le 21 octobre.

## Mode de scrutin
Les députés sont élus selon le système de représentation proportionnelle suivant la règle de la plus forte moyenne dans le département, sans panachage ni vote préférentiel.
Il y a 586 sièges à pourvoir.
Dans le département de Seine-et-Oise, seize députés sont à élire.
Le gouvernement ne voulant pas dépasser le nombre de 9 députés à élire en même temps, le département est divisé en 2 circonscriptions :
- la première (appelée Nord) regroupe les arrondissements de Pontoise et de Mantes-la-Jolie ;

Mais aussi les cantons d'Argenteuil, Poissy, Maisons-Laffitte (qui font partie de l'arrondissement de Versailles) et du Canton de Montfort-l'Amaury (qui fait partie de l'arrondissement de Rambouillet). Elle est dotée de 8 sièges ;
- la seconde (appelée Sud) regroupe donc les arrondissements de Versailles, de Rambouillet et de Corbeil, moins les cantons inclus dans l'autre circonscription. Elle élit également 8 députés.

## Élus
Les seize députés élus sont : 
| Mathilde Gabriel-Péri |  | PCF  |
| Antoine Demusois      |  | PCF  |
| Robert Ballanger      |  | PCF  |
| Lucien Midol          |  | PCF  |
| Charles Benoist       |  | PCF  |
| Jean Duclos           |  | PCF  |
| Robert Bichet         |  | MRP  |
| Germaine Peyroles     |  | MRP  |
| Maurice Finet         |  | MRP  |
| Jean-Paul Palewski    |  | MRP  |
| Henri Brandel         |  | MRP  |
| Michel Devèze         |  | MRP  |
| Guillaume Détraves    |  | SFIO |
| Germaine Degrond      |  | SFIO |
| Pierre Métayer        |  | SFIO |
| Pierre Commin         |  | SFIO |

## Résultats

### Résultats à l'échelle du département

#### Première circonscription (nord)
| Parti          | Parti                           | Tête de liste         | Résultats | Résultats | Sièges |
| Parti          | Parti                           | Tête de liste         | Voix      | %         | Sièges |
| -------------- | ------------------------------- | --------------------- | --------- | --------- | ------ |
|                | PCF                             | Mathilde Gabriel-Péri | 125 266   | 35,19     | 3      |
|                | MRP                             | Robert Bichet         | 101 988   | 28,65     | 3      |
|                | SFIO                            | Guillaume Détraves    | 79 337    | 22,29     | 2      |
|                |                                 |                       |           |           |        |
|                | Entente républicaine (Rép. ind) | Georges Georges-Picot | 21 947    | 6,17      | 0      |
|                | Rad-Soc                         | Jean-Paul David       | 16 104    | 4,52      | 0      |
|                | Réconc. Fr                      | Lucien Clouard        | 11 345    | 3,19      | 0      |
|                |                                 |                       |           |           |        |
| Inscrits       | Inscrits                        | Inscrits              | 420 173   |           | 8      |
| Votants        | Votants                         | Votants               | 362 362   | 86,24     |        |
| Blancs et nuls | Blancs et nuls                  | Blancs et nuls        | 6 375     | 1,76      |        |
| Exprimés       | Exprimés                        | Exprimés              | 355 987   | 98,24     |        |

#### Deuxième circonscription (sud)
| Parti          | Parti          | Tête de liste      | Résultats | Résultats | Sièges |
| Parti          | Parti          | Tête de liste      | Voix      | %         | Sièges |
| -------------- | -------------- | ------------------ | --------- | --------- | ------ |
|                | PCF            | Lucien Midol       | 118 109   | 32,83     | 3      |
|                | MRP            | Jean-Paul Palewski | 100 142   | 27,83     | 3      |
|                | SFIO           | Pierre Métayer     | 70 968    | 19,72     | 2      |
|                | Rép. G         | Paul Brasseau      | 26 048    | 7,24      | 0      |
|                | Rad-Soc        | Raymond Patenôtre  | 24 754    | 6,88      | 0      |
|                | UDSR           | Claude Bourdet     | 19 777    | 5,50      | 0      |
|                |                |                    |           |           |        |
| Inscrits       | Inscrits       | Inscrits           | 430 386   |           | 8      |
| Votants        | Votants        | Votants            | 366 325   | 85,12     |        |
| Blancs et nuls | Blancs et nuls | Blancs et nuls     | 6 527     | 1,78      |        |
| Exprimés       | Exprimés       | Exprimés           | 359 798   | 98,22     |        |